# Xavier Mertz
Xavier Guillaume Mertz (* 6. Oktober 1882 in Basel; † 7. Januar 1913 im Georg-V.-Land, Antarktis) war ein Schweizer Forscher, der hauptsächlich als Expeditionsmitglied unter Douglas Mawson mit der Aurora bekannt wurde.

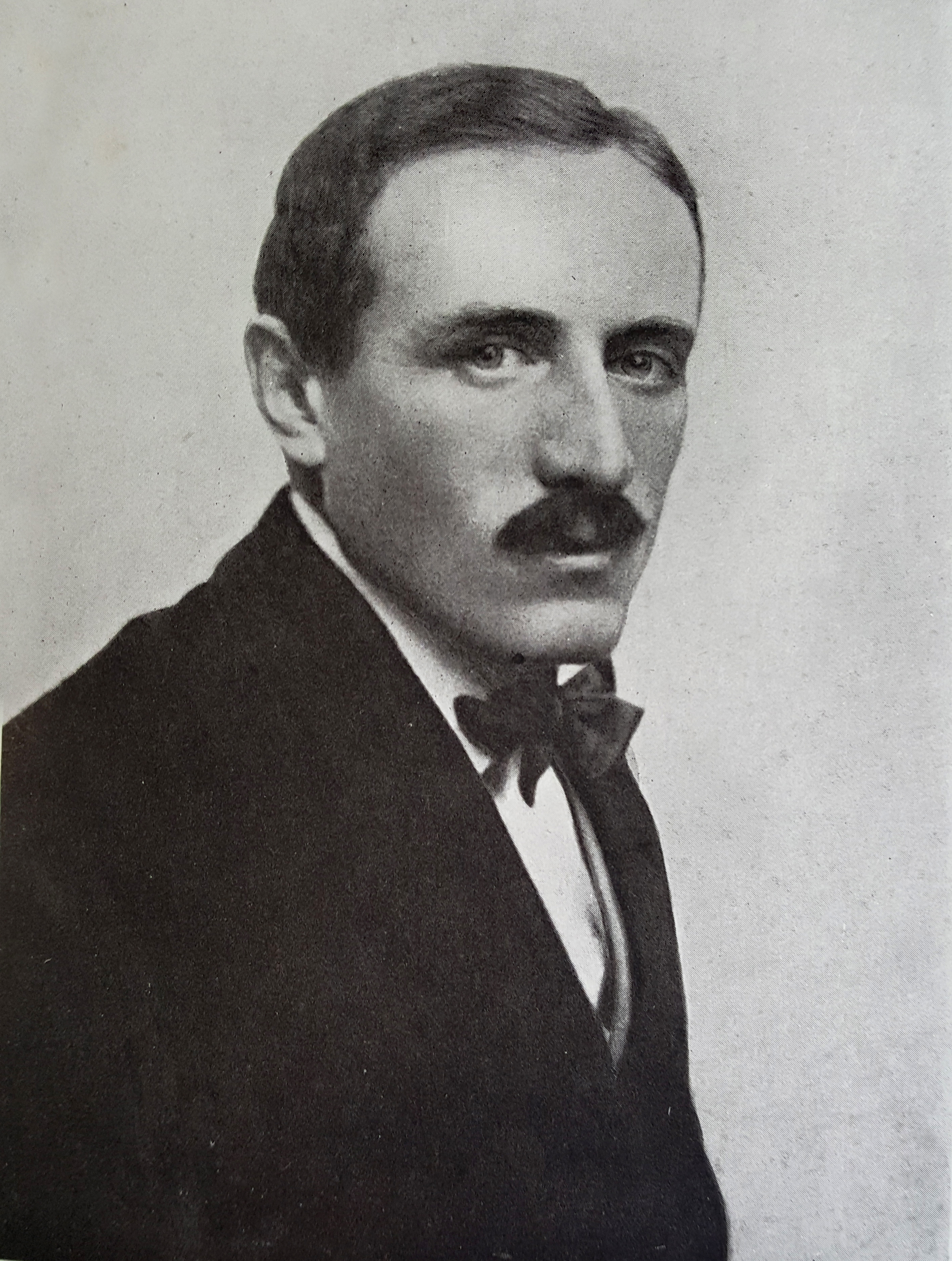
Xavier Mertz (ca. 1911)

## Leben und Werk
Xavier Mertz war ein Sohn des Maschinenfabrikanten Emil Mertz (1845–1916) und der Josephine Marie Nathalie (1855–1935), geborene Hertzog. Seine Geschwister waren die Malerin Emma Mertz, Victor E. (1881–1959) und Jules R. (1885–1946), Alfred Alexandre (1885) und Rodolphe Alphonse (1891–1969).
Xavier Mertz hatte akademische Abschlüsse von den Universitäten Leipzig und Bern (Dr. iur.), war Schweizer Meister im Skifahren und darüber hinaus ein erfolgreicher Bergsteiger.
Mertz wurde Mitglied der australischen Antarktis-Expedition unter Douglas Mawson von 1911 bis 1914. Hauptaufgabe dieser Expedition war die Kartierung der Antarktis-Küste von der Oates-Küste zur Queen-Mary-Küste. Die Basis befand sich auf Adelie-Land; Mertz war zusammen mit Belgrave Edward Sutton Ninnis für die grönländischen Schlittenhunde zuständig.
Am 10. November 1912 verliessen Mawson, Ninnis und Mertz die Basis, um das König-Georg-V.-Land zu erforschen. Als man über den später nach ihm benannten Ninnis-Gletscher kam, stürzte Ninnis in eine Gletscherspalte. Mit ihm gingen sechs Hunde, ein Grossteil der Verpflegung und sonstige wichtige Gegenstände verloren. Die beiden Überlebenden hatten nur noch Lebensmittel für zehn Tage, waren aber 315 Meilen vom Camp weg. Um zu überleben, töteten Mawson und Mertz die Hunde, um sie zu essen. Am 1. Januar 1913 klagte Mertz über Bauchschmerzen, verfiel dann immer mehr und musste von Mawson mit dem Schlitten transportiert werden. 100 Meilen vor dem rettenden Camp verfiel Mertz ins Delirium und starb.
Als Todesursache wird überwiegend die Folge einer Vitamin-A-Vergiftung (Hypervitaminosis A) angenommen, die er sich durch den Verzehr der Hundeleber zugezogen habe. Ein neuerer Artikel bezweifelt eine tödliche Hypervitaminose und stellt die Hypothese auf, dass der Organismus des bis dahin überwiegend vegetarisch lebenden und unter starkem psychischem Stress stehenden Mannes die Umstellung auf eine zur Ketose führende, rein fleischbasierte Ernährung nicht vertragen haben könnte, wobei die Autorin einen belegbaren Wirkungsmechanismus nicht beschreibt. Dagegen wurde eingewendet, dass Mertz sich vor seinem Tod bereits anderthalb Jahre lang genauso fleischreich ernährt hatte wie die anderen Expeditionsteilnehmer.
Der Mertz-Gletscher und der See-Graben Mertz-Ninnis Valley unweit des Gletschers wurden nach ihm benannt.

## Werke
- Die patentrechtliche Licenz, insbesondere der Licenzzwang. Stämpfli, Bern 1907 (zugl. Dissertation, Universität Bern).

## Dokumentarfilm
- Lisa Röösli: Xavier Mertz – Reise zu einem Verschollenen. In: SRF. Erstausstrahlung 2018 (YouTube 52 min).